# Skullgrid
Skullgrid es el primer álbum de estudio de la banda estadounidense de mathcore y metal progresivo Behold... The Arctopus, publicado el 16 de octubre de 2007 en el sello Metal Blade Records y Black Market Activities. Como colaboradores, aparecen en este trabajo Jordan Rudess (teclista de Dream Theater) y el guitarrista Mick Barr. La portada del álbum fue diseñada por Terry Gow.

## Lista de canciones
1. "Skullgrid" - 1:07
2. "Canada" - 5:31
3. "Of Cursed Womb" - 2:58
4. "You Are Number Six" - 8:50
5. "Some Mist" - 3:47
6. "Scepters" - 3:43
7. "Transient Exuberance" - 7:37

## Personal
- Colin Marston – Warr guitar
- Mike Lerner – Guitarra eléctrica
- Charlie Zeleny – Batería
- Terry Gow - Diseño de portada y trabajo artístico

### Músicos invitados
- Mick Barr – Guitarra eléctrica ("You Are Number Six")
- Jordan Rudess – Continuum ("Transient Exuberance")